# 異常性愛記録 ハレンチ
『異常性愛記録 ハレンチ』（いじょうせいあいきろく ハレンチ）は、1969年の日本映画。R-18（旧成人映画）指定。

## 概要
東映の「異常性愛路線」作品の一つ。執拗かつ異常な性行為を強いる男と、彼に追い詰められるヒロインの攻防を描く。回想を多用しているため時系列が把握しにくい難点があるものの、『恐怖のメロディ』(クリント・イーストウッド監督、1971年)と同様に一般化する以前にストーカー行為を描いている作品である。石井監督が京都の知り合いから聞いた実話をヒントにしている。
公開当時のニューハーフのスターを全国から集めて出演させた長回しのダンスシーンも見もの。
タイトルのハレンチとは、当時の流行語から来ている。

## ストーリー
京都・木屋町のバー「ノン」のママをしている典子（橘）は、染織会社の社長・深畑（若杉）と腐れ縁の関係が続いていた。深畑は典子の友人の前でのセックスなど、異常な性行為を典子に強いていた。その上、深畑は典子の前では「他の女とはセックスできない」とうそぶき、女性マッサージ師のマッサージを受けながら女とセックスするなど、他のホステスやゲイボーイともアブノーマルなセックスを繰り返していた。「ノンコ、愛してるんだよ〜ん」、「しあわせ?」と言うのが口癖の深畑は母性をくすぐるような幼児性と暴力と猜疑心をもって典子を支配していた。典子が別れを口にすれば、深畑はだんまりを決め込んでしまう。たまたま典子の部屋に寄ってきた典子の母親にさえ仏頂面で接した。母親が帰ると、一転、深畑は典子を泣き落しにかかる有様だった。
典子は深畑の子供を妊娠してしまう。妊娠中絶手術をしようにも手続きのために深畑は実印を産婦人科医院にもってくることさえ拒む。結局、典子は母親が保証人になって深畑の子を堕ろした。周囲は深畑が典子のパトロンのように見えているが、そのような経済的援助は皆無であり、典子の店のツケすら払おうとしなかった。典子の自宅マンションも彼女自身が購入したものだった。深畑は、重要な事を前にするとだんまりを決め込んで逃げてしまう男だった。しかし、深畑の家族は典子が深畑をたぶらかしていると見ていた。泥沼の関係に、典子は身も心もボロボロになっていった。
そんな時、典子は建築家の吉岡（吉田）と出会う。深畑と違い、吉岡は典子に優しく誠実だった。湖畔へ1泊のデートに行った時、典子は深畑との関係を絶ち、「第二の異性」である吉岡と一緒になる決意をする。典子は深畑が徘徊する自宅マンションを離れ、吉岡と同棲するようになった。だが、そんな典子を神戸の出張から帰った深畑が許すはずが無かった。おまけに、神戸・福原で外国人のゲイボーイ達と3Pプレイをした深畑から典子は性病を感染させられてしまう。一度は深畑との別れを決意した典子だったが、深畑の狡猾な心中決意に戸惑って撤回してしまう。吉岡に迷惑がかかると思った典子は、吉岡の自宅マンションに置手紙を書いて立ち去り、一人深畑から逃げようとする。
だが、吉岡のマンションの前ではナイフを持った深畑が待ち構えていた。深畑にナイフを突き付けられた典子は、入れ違いざまに帰宅した吉岡を呼び出した。家族から見捨てられた深畑は吉岡を刺殺しようとしていたのだ。典子は深畑に「ハレンチよ!」と叫ぶ。雷雨の中、吉岡と深畑は格闘し、ナイフに落雷した深畑は感電死する。マンションの廊下から転落して黒焦げの焼死体と化した深畑。降り続く雨の中、典子と吉岡は抱擁を交わした。

## キャスト
- 典子：橘ますみ
- 深畑：若杉英二
- 吉岡：吉田輝雄
- ニャン子：葵三津子
- 里江：丹下キヨ子
- 冬子：賀川雪絵
- 梅子：南風夕子
- 時子：花柳幻舟
- 松子：有沢正子
- 菊江：宮城千賀子
- 津田：林真一郎
- 寺内：小池朝雄
- 酒屋：丸岡奨詞
- タクシー運転手：上方柳太
- 由紀：青山ジミー[注 4]
- 産婦人科の医師：沢彰謙
- とり子：片山由美子
- 東京ゲイ・ボーイズ[注 5]

## スタッフ
- 監督：石井輝男
- 企画：岡田茂、天尾完次
- 脚本：石井輝男
- 撮影：わし尾元也
- 美術：鈴木孝俊
- 照明：和多田弘
- 音楽：八木正生
- 美術：荒川輝彦
- 助監督：篠塚正秀
- 協力：ユタニ家具センター

## 製作
1968年暮れに岡田茂東映映画本部長が、"刺激性路線"に続く1969年東映新路線として発表した"性愛もの"シリーズ"性愛路線"の『異常・残酷・虐待物語・元禄女系図』（『残酷・異常・虐待物語 元禄女系図』）に次ぐ第二弾。『週刊平凡』1968年11月28日号には「グループ・サウンズのオックスの演奏会で、とうとう聴衆の女の子が25人失神した。世はまさに"失神時代"。失神しない子は異端視されかねないムード。（中略）映画でも失神ブーム。東映の『異常性愛記録・失神』と大映の『ある女子高校医の記録・失神』（『ある女子高校医の記録 失神』）が来年そうそうに出る。役者が勝手に失神して見せるだけなんだがね。（中略）男から性転換したカルーセル麻紀が東映の『異常性愛記録・失神』の主役だ」などと書かれており、当初のタイトルは『異常性愛記録・失神』で、大映作品との競合を避けるためタイトルを『異常性愛記録 ハレンチ』にしたか、"ハレンチ"という言葉も大流行していたため変更したのか分からないが、1968年12月に入ってタイトルを『異常性愛記録 ハレンチ』に変更したものと見られる。

### キャスティング
また公開も直前の『週刊明星』1969年2月16日号に「フンドシ女優・賀川雪絵、丸坊主女優・尾花ミキ、ブリブリ女優・葵三津子、あんま女優・橘ますみと並べれば、東映性愛路線の代表選手オンパレード。これらソウソウたる顔ぶれをそろえたうえ、人工女性のカルーセル麻紀、全裸日舞の花柳幻舟まで加えて一大失神絵巻？をくりひろげようというのが、撮影中の『異常性愛記録ハレンチ』だ。強烈な性の洗礼に感泣する男と女！絶倫男がノゾキ見たアブノーマルな世界！というのがキャッチ・フレーズだからものすごい。69年セックス映画エスカレートへの導火線ともなりかねない」などと書かれており、カルーセル麻紀はかなり直前まで出演予定だったものと見られる。最初に石井に「カルーセル主役で」と発注があり、しかし京都の知り合いから聞いたという実話を基に脚本を書いたが、カルーセル主役だと構成が上手くいかず、カルーセルを脇役に変更したが、例えばカルーセルが腹を立て降板したのかもしれない。カルーセルは石井監督の前作『残酷・異常・虐待物語 元禄女系図』には花魁役で出演し、「1日も早く500万円ためこんで、パリで子宮をはめる完全手術を受けるのが最大の目標で、だからどんな仕事でも受けて稼ぎまくりたい」などと話していた。本作は異常性愛路線では唯一、石井の単独脚本であるが、石井は主役は若杉英二と話しており、「封切りが異常に急いでて、大急ぎで書いてやった」と話している。
ヒロインを追い詰める深畑演じる若杉英二は、石井輝男のデビュー作『リングの王者 栄光の世界』の主演候補に挙がったものの外れ、本作が石井作品への本格的な初出演となった。苦悩するヒロインを庇う吉岡は、石井作品の常連であり、「異常性愛路線」作品では「正常」な立場を演ずる事が多かった吉田輝雄が演じている。
橘ますみは「石井先生のたくみな言葉にのせられて脱ぎました。女優として脱ぐことは割り切っていますけど、一人の女として考えた場合は、ちょっと恥ずかしいし、テレちゃいますね。でもわたしはそれほど抵抗を感じません。ただ家族や親戚が大反対しているんですの。芸能界をやめるまで家に帰ってくるななんて。それで、脱ぐときは家に知らせず、抜き打ち的にやるんです。家族は新聞を見てビックリするわけです。ハダカのセールス・ポイントは背中から腰にかけての線に自信があります。脱いでよかったことはギャラが上がったことかな。ふつう70パーセントくらいしか上がらないんですけど、わたしは100パーセントアップ、つまり二倍になりました。前は一本15万円だったのが、いまは30万円になったもの」などと話した。橘もさすがにスカートをまくって洋式トイレにしゃがむポーズでは「ヌードやベッドシーンの方がまだ楽だわ」と泣き出しそうだったという。
時子役の花柳幻舟は天尾完次プロデューサーのキャスティング。

### 異常性愛
"異常性愛"というタイトルが、映画のタイトルで使用されたのは本作が初めてと見られることから、石井輝男の代名詞というべき"異常性愛路線"は本作のタイトルが語源と見られる。"異常性愛"という言葉の使用については、1951年にあまとりあ社から高橋鉄著『異常性愛36相の分析』という書籍が出ており、本映画以前から医学用語として使用されていた。

## 興行
興収1億5000万円までガクッと落ちた。